# Great Limber
Great Limber of Limber Magna is een civil parish in het bestuurlijke gebied West Lindsey, in het Engelse graafschap Lincolnshire. Het ligt ongeveer halverwege Grimsby en Brigg. In 2001 telde het dorp 261 inwoners.
Totdat de organisatie in 1312 werd ontmanteld, hadden de Tempeliers uitgebreide bezittingen in het gebied. Het landgoed Great Limber was daar een van. De dorpskerk, waarvan de oudste delen uit de twaalfde eeuw stammen, heeft de hoogste classificatie op de Britse monumentenlijst.